# Schröder Károly
Schröder Károly (Tolna, 1840. október 5. – Körmöcbánya, 1895. szeptember 21.) állami főreáliskolai igazgató.

## Élete
Polgári családban született. Szülővárosában tanult, majd a budapesti főreáliskolát végezte el. Három évre Bécsbe ment a politechnikumra, majd a prágai műegyetemre iratkozott be és ott végezte el a teljes polytechnikumi tanfolyamot. Ezután beutazta Angliát, Franciaországot és Németországot. Képzett építészmérnök volt, amikor a tanítás és nevelés útjára lépett.
A magyar királyi helytartótanács 1864. október 16-án nevezte ki a körmöcbányai főreáliskolához, majd a budapesti II. kerületi állami főreáliskolában tanított. Nemsokára ismét Körmöcbányára helyezték át. Mint a körmöcbányai magyar-egyesület elnöke, annak közgyűlésein több lelkes megnyitó beszédet mondott, felolvasó estélyein pedig gyakran értekezett. A körmöcbányai főreáliskola terve az ő közreműködésével jött létre. 1870. október 3-án a király a körmöcbányai főreáliskola igazgatójává nevezte ki. Társadalmi téren bugzó tevékenységet fejtett ki, számos egyesület felállításában működött közre.
Érdemeiért a város díszpolgárává választották. 1889. október 25-én tanításának 25 éves jubileuma (okt. 16.) alkalmából a tanári testület nevére szóló alapítványt tett.

## Művei
- 1870 Vezérfonal a mértani szabadkézi rajz tanításánál. Középtanodák alsó oszt. számára. Pest, 1870. 10 kőny. táblával és 3 fametszettel. (2. kiadás. Uo. 1872., 3. k. Bpest, 1878., 4. k. Uo. 1884. Németül: Pest, 1872.)
- 1878 Mértani szerkesztéstan. Függelékül a földméréstan és helyszínrajzolás elemei. A reáltanodák IV. és V. oszt. számára és magánhasználatra. 12 kőnyomatú táblával (1 színes és 38 fametszettel). Budapest, 1878. (Ism. Prot. Egyh. és Isk. Lap.)
- 1881 A körmöczbányai középiskolák története. Budapest, 1881. (Hlatky Józseffel együtt.)
- 1885/1888 Pótfüzet a mértani rajz vezérfonalához. Budapest, 1885. és 1888. Négy kőnyomatú táblával.
- 1891 Emlékbeszéd Campione Sándor felett. Budapest, 1891.
- 1905 A körmöczbányai népiskola története a XVI. századtól a jelenkorig. Budapest, 1905. Képpel. (Hlatky Józseffel együtt).
- 1871-1895 A körmöczbányai főreáliskola Értesítője.
- 2016 Obrazy troch hradov Šásov, Revište, Blatnica. Žiar nad Hronom.

Cikkei a Tanodai Lapokban (1867. A porosz középiskolákról, A franczia középiskolákról), a körmöcbányai főreáliskola Értesítőjében (1868. A körmöczbányai reáliskola rövid története 1862-68-ig, 1874. Az új főreáltanoda épületének leírása, 1875. Az áll. főreálisk. új épületének ünnepélyes megnyitása, A természettudományok szerepe a középiskolában, megnyitó beszéd, 1877. Tápintézetének alapszabályai, 1881. A körmöczbányai főreáliskola 25 éves története 1856-1881., 1895. A körmöczbányai főreáliskola 1856-1896. története); az Országos Tanáregyesület Közlönyében (1869. A rajzoktatás a középiskolában, A távlatgép és könyvism., 1878. könyvism., 1880. Az érettségi vizsga reformjához) és az Ungarischer Lloydban (1870. Munkásházakról, Dynamitpróbák a szabadban) jelentek meg.